# Munger (Distrikt)
Der Distrikt Munger (Hindi मुंगेर जिला, Urdu مونگیر ضلع) ist ein Distrikt im indischen Bundesstaat Bihar. Sitz der Verwaltung ist die Stadt Munger.

## Geographie

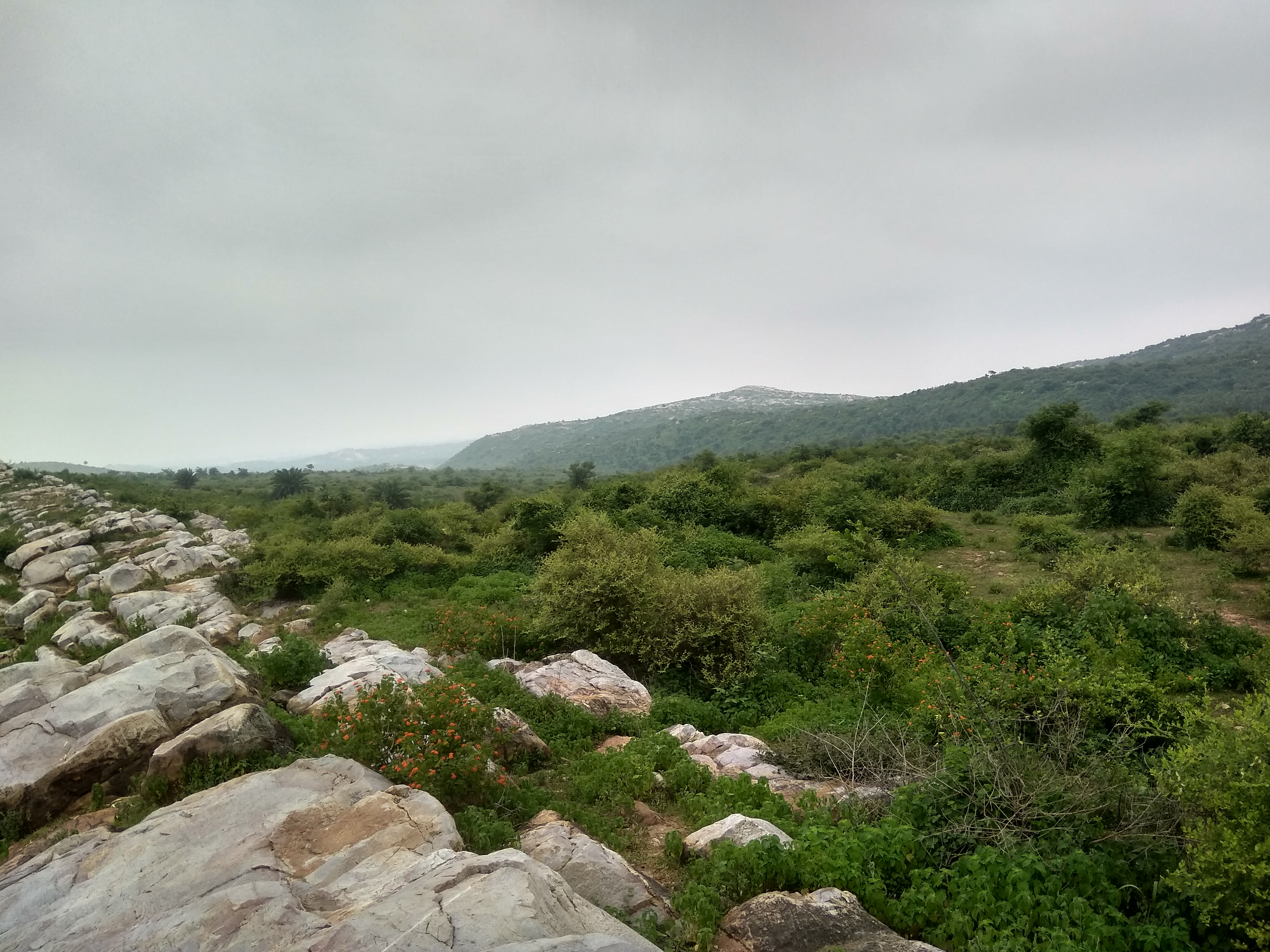
Hügeliges Busch- und Waldland von Jamalpur

Der Distrikt liegt in der Schwemmebene, die vom Ganges und seinen Nebenflüssen gebildet wird. Der Ganges bildet im Wesentlichen die Nordgrenze des Distrikts. Das Terrain ist flach und die mittlere Höhe über dem Meeresspiegel liegt zwischen 30 und 53 m. Im Süden grenzt der Distrikt an das Bergland von Chota Nagpur. Der Waldanteil lag im Waldbericht 2019 des indischen Umweltministeriums mit 20 % (283,60 km², davon knapp 38 km² „sehr dichter Wald“) deutlich über dem Durchschnitt Bihars (7,8 %) was wohl wesentlich auf das in den südwestlichen Kharagpur hills liegende, 681,99 km² große Bhimbandh-Naturschutzgebiet zurückzuführen ist. Das Naturschutzgebiet erstreckt sich auch auf die benachbarten Distrikte Lakhisarai und Jamui.
Beim Ortsklima können drei Jahreszeiten unterschieden werden: der Winter, der von November bis Ende Februar dauert, und in dem die Temperatur bis auf 2 °C fallen kann, der Sommer von Ende März bis Mitte Juni, der Temperaturspitzen bis 42 °C mit sich bringen kann, und die sich anschließende Zeit des Südwestmonsuns, die bis zum September dauert. Der Jahresniederschlag von etwa 1231 mm fällt zu 80 % zwischen Juni und September, während in der restlichen Jahreszeit relative Trockenheit herrscht.
Der Distrikt grenzt im Norden an den Distrikt Khagaria, im Westen an die Distrikt Lakhisarai und Begusarai, im Osten an den Distrikt Bhagalpur und im Süden an die Distrikte Banka and Jamui.
Munger ist in die drei Subdivisionen Munger Sadar, Kharagpur und Tarapur unterteilt.

## Geschichte

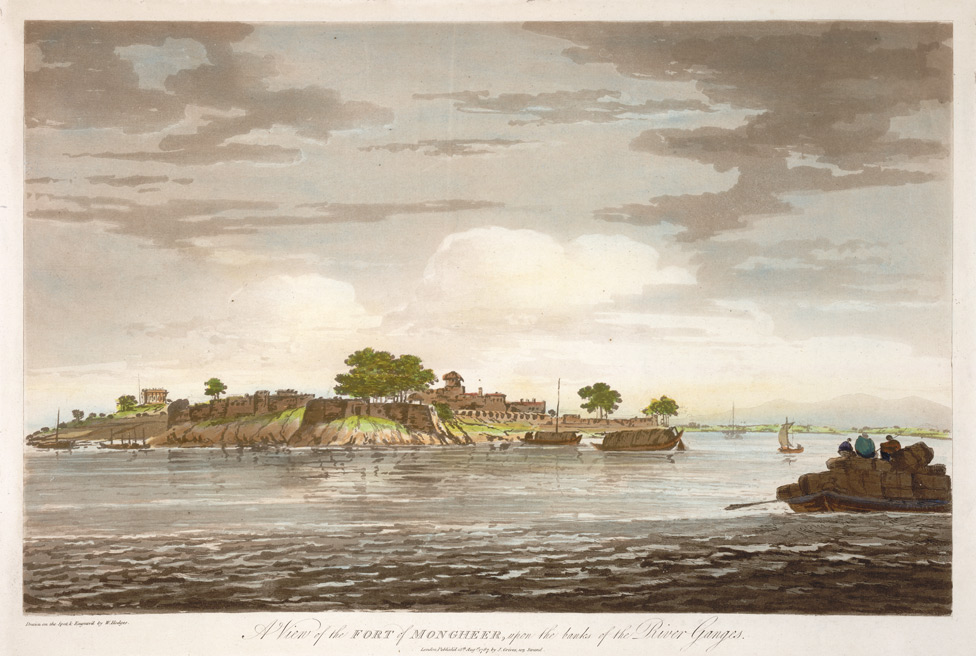
A View of the Fort of Mongheer, upon the banks of the River Ganges (aus William Hodges’ Select Views in India, 1787, Aquatinta mit Radierung, koloriert)

Die Gegend von Munger (in historischer Schreibweise: Monghyr) kam nach der Schlacht bei Buxar 1764 unter die zunächst indirekte und später direkte Herrschaft der Britischen Ostindien-Kompanie. Im Jahr 1812 wurde hier der Verwaltungsdistrikt Monghyr aus Teilen des Distrikts Bhagalpur eingerichtet. In den nachfolgenden Jahrzehnten folgten zahlreiche Änderungen der Verwaltungsgrenzen. Vom Indischen Aufstand von 1857 blieb die Gegend weitgehend unberührt, jedoch nahm der Distrikt später aktiv am Widerstand gegen die britische Kolonialherrschaft teil, beteiligte sich an der Swadeshi-Bewegung 1906, der Home-Rule-Bewegung von Annie Besant 1917, der Nicht-Kooperations-Bewegung Gandhis 1923 und der Quit-India-Bewegung 1942. Nach der Unabhängigkeit Indiens 1947 kam der Distrikt zum Bundesstaat Bihar. Mit dem Zensus 1981 wurde die Schreibweise von Monghyr in Munger geändert.
Seit den 1970er Jahren wurde der Distrikt sukzessive verkleinert, indem einzelne Subdivisionen als separate Distrikte ausgegliedert wurden: am 2. Oktober 1972 Begusarai, am 10. Mai 1981 Khagaria, am 21. Februar 1991 Jamui, am 3. Juli 1994 Lakhisarai und am 31. Juli 1994 Sheikpura (letzterer unter Einschluss kleiner Anteile Lakhisarais).
Die Distriktfläche verkleinerte sich dadurch von 9.827 km² (Zensus 1971) auf 1.419 km² (Zensus 2011).
Seit den 2000er Jahren wird der Distrikt zum naxalitisch-maoistisch beeinflussten „Roten Korridor“ gerechnet.

## Bevölkerung
Die Einwohnerzahl lag 2011 bei 1.367.765. Die Bevölkerungswachstumsrate im Zeitraum von 2001 bis 2011 betrug 20,21 % und lag damit sehr hoch. Munger hatte ein Geschlechterverhältnis von 876 Frauen pro 1000 Männer und damit einen deutlichen Männerüberschuss. Die Alphabetisierungsrate lag bei 70,46 %, was einer Steigerung um knapp 11 Prozentpunkte gegenüber dem Jahr 2001 entsprach. Die Alphabetisierung lag damit etwas unter dem indischen Durchschnitt (74,04 %) und über dem Durchschnitt von Bihar (61,80 %). 91,6 % der Bevölkerung waren Hindus und 8,1 % Muslime.
27,8 % der Bevölkerung leben in Städten. Die größten Städte waren Munger mit 213.303 Einwohnern und Jamalpur mit 105.434 Einwohnern.

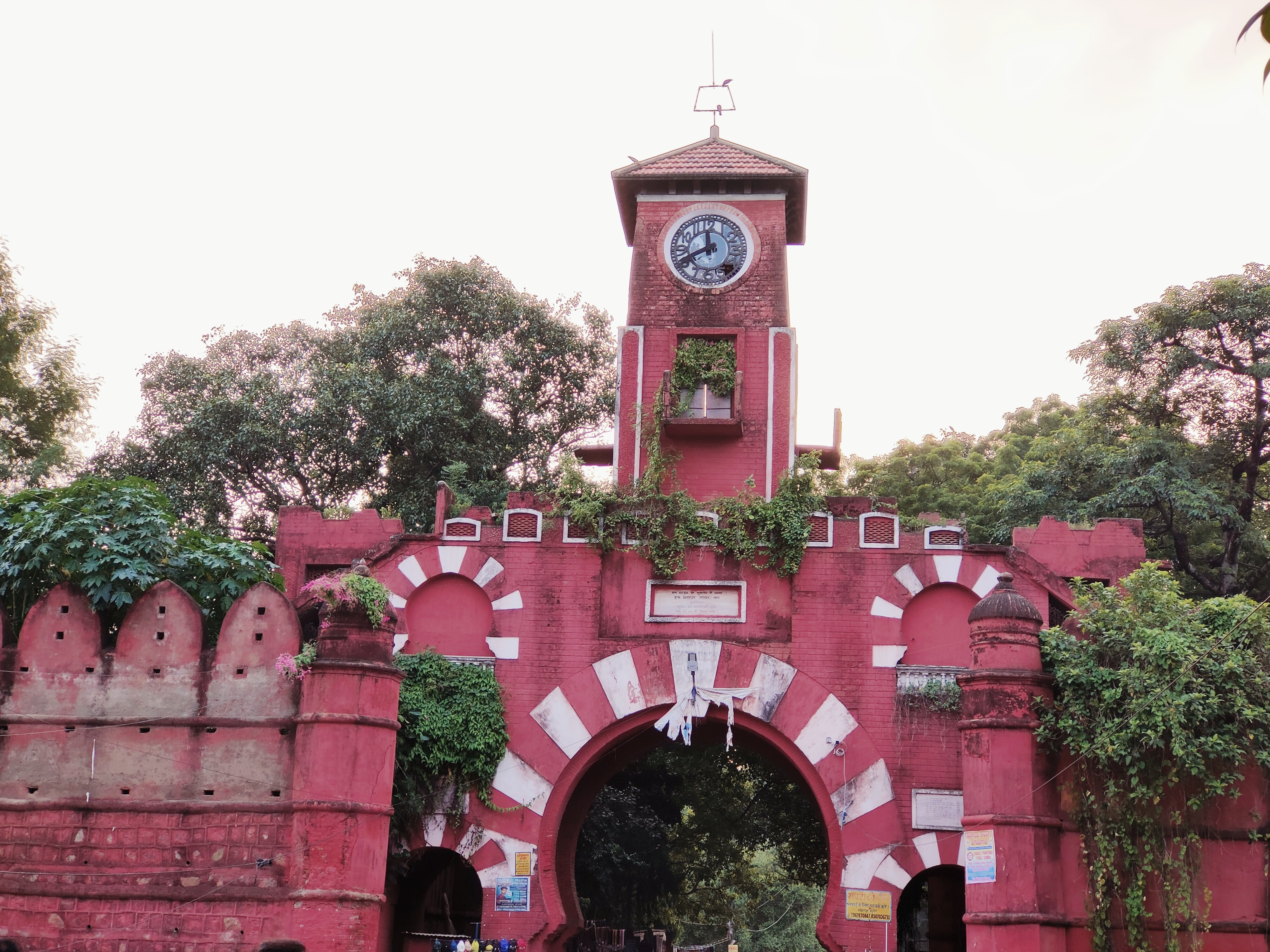
Das alte Fort von Munger

## Wirtschaft
Die Landwirtschaft ist der wichtigste Erwerbszweig. Nach den Agrarstatistiken 2004-08 wurde in der Kharif-Saison hauptsächlich Reis und Mais geerntet, während in Rabi-Saison hauptsächlich Obst und Gemüse (Kartoffeln, Tomaten, Guaven, Erbsen) angebaut wurden.
Mit einem Pro-Kopf-Bruttoinlandsprodukt (BIP) von 22.051 ₹ lag Munger 2010–11 auf dem zweiten Platz der 38 Distrikte Bihars (nach dem Distrikt Patna mit 63.063 ₹).